# 巯嘌呤
巰嘌呤 (INN:mercaptopurine，簡稱6-MP，又名6-巰基嘌呤、巰基嘌呤或巰唑嘌呤)，以品牌名稱Purinethol等於市面上銷售，是一種用於治療癌症和自體免疫性疾病的藥物。具體來說，它用於治療急性淋巴性白血病、急性早幼粒細胞白血病、克隆氏症和潰瘍性結腸炎 。針對急性淋巴性白血病，它通常會與胺甲蝶呤併用。
給藥方式為口服。
使用巰嘌呤常出現的副作用有骨髓抑制、肝毒性、嘔吐和食慾不振。其他嚴重的副作用則有未來罹患癌症的風險升高以及胰臟炎。對於有硫嘌呤甲基轉移酶基因缺陷的個體，發生副作用的風險會更高。個體於懷孕期間使用此藥物可能會對胎兒造成傷害。巰嘌呤屬於硫嘌呤和抗代謝物類藥物。
巰嘌呤於1953年在美國獲准用於醫療用途， 且已列入世界衛生組織基本藥物標準清單中。

## 醫療用途
巰嘌呤用於治療急性淋巴性白血病、克隆氏症和潰瘍性結腸炎。

## 副作用
服用巰嘌呤可能出現的副作用有腹瀉、噁心、嘔吐、食慾不振、疲勞、胃/腹痛、虛弱、皮疹、皮膚變黑及脫髮。嚴重的副作用則有口腔潰瘍、發燒、喉嚨痛、容易瘀傷或出血、皮膚出現針尖大小的紅點、眼睛或皮膚變黃、尿液呈深色以及排尿疼痛或困難。其他更嚴重的副作用還包括黑便或柏油樣便（黑便症）、血便和血尿。高達30%的患者會因這類副作用而停藥，但透過監測藥物在體內轉化後產生的有效成分（硫鳥嘌呤核苷酸）的濃度，可幫助最佳化療效與安全性。在臨床上，大多數醫院採用線上離子交換液相層析質譜法 (on-exchange LC-MS)，但新開發的多孔石墨碳層析法結合質譜法，在患者照護方面似乎更具優勢。
使用巰嘌呤出現過敏反應的症狀有皮疹、搔癢、腫脹、頭暈、呼吸困難以及胰臟發炎。
在某些情況下，巰嘌呤可能會抑制白血球和紅血球的生成，並可能對骨髓造成毒性。因此服用巰嘌呤的患者需要每季進行血球計數檢查。如果白血球計數或其他血球計數出現不明原因的大幅下降，患者應至少暫時停藥，並考慮採用替代治療方案。
巰嘌呤的毒性可能與硫嘌呤甲基轉移酶(TPMT)、Nudix水解酶15 (NUDT15)以及肌苷三磷酸焦磷酸酶 (ITPA) 的基因多態性有關。具有特定等位基因變異的患者將需調整劑量，尤其是那些具有純合子變異基因型的患者。在臨床中，應考慮到不同族裔之間TPMT和NUDT15變異等位基因頻率的巨大差異。由於等位基因頻率的族裔差異，具有ITPA基因變異等位基因的高加索人種，其發熱性嗜中性白血球減少症的發生率高於其他族裔群體。

### 注意事項
巰嘌呤可能會降低使用者抵抗感染的能力。服用此藥物的個體在接受免疫接種前，應先徵求治病醫生的同意。此外，也建議在服藥期間，應避免接觸近期曾使用口服小兒麻痺症疫苗的人。
在過去並不建議懷孕期間的個體使用此藥物。早期證據顯示服用巰嘌呤（或相關藥物硫唑嘌呤）的孕婦，其胎兒異常發生率增加七倍，流產率也增加二十倍。此外，還有一些軼事報導將巰嘌呤與自發性流產作連結，導致美國食品藥物管理局（FDA）將硫唑嘌呤和巰嘌呤均列為D類藥物（指已有實驗證實對人類胎兒具有危害）。然而根據研究人員Davis等人於1999年進行的研究發現，巰嘌呤無法像氨甲喋呤那樣作為有效的單一墮胎藥物。研究中所有服用巰嘌呤的女性在後續追蹤（兩週後）時，胎兒的心臟仍在活動，最終都須接受真空吸引術來完成墮胎。更近期由法國炎症性腸病與癌症風險協會 (CESAME) 所進行的一項規模更大的研究顯示，服用巰嘌呤的孕婦，其胎兒出現先天畸形總體發生率並未顯著高於法國一般人口。歐洲克隆氏症與結腸炎組織 (ECCO) 在2010年發表的一份共識文件中，其中結論為：雖然硫唑嘌呤 (AZA) 和巰嘌呤被美國FDA列為D類藥物，但新的動物和人類研究皆指出，"硫嘌呤在懷孕期間使用屬於安全且耐受性良好"。
巰嘌呤會引起動物和人類的染色體發生變化。不過一項在1990年進行的研究，表示"雖然不能排除6-MP具有致癌潛力，但其影響可能非常微弱"。於1999年進行的另一項研究則指出，當服用大劑量6-MP，並同時併用其他細胞毒性藥物時，罹患白血病的風險會增加。

## 藥物交互作用
別嘌醇會抑制黃嘌呤氧化酶，而黃嘌呤氧化酶正是分解巰嘌呤的酵素。因此，服用別嘌醇（常用於預防痛風）的個體有巰嘌呤中毒的風險。此時應減少巰嘌呤的劑量或停用別嘌醇。數項已發表的臨床研究表明，別嘌醇與低劑量6-MP聯合使用，有助於降低對肝臟組織有毒性的6-MP含量，同時提高6-MP對某些發炎性疾病的治療濃度。

## 作用機制
根據藥廠在Purinethol藥物說明書上資訊：
- 巰嘌呤是一種抗代謝性抗腫瘤藥物。它透過與酵素結合來干擾細胞內的正常代謝過程，進而破壞DNA和RNA的合成（細胞週期S期特異性），導致快速增殖的細胞（尤其是惡性細胞）死亡。[19]具體來說，巰嘌呤是一種嘌呤抗代謝物或嘌呤拮抗劑，因此它透過抑制含有嘌呤的核苷酸（腺嘌呤和鳥嘌呤）的產生來抑制DNA合成。[20]巰嘌呤也透過抑制核酸生物合成中的多個途徑，阻止參與免疫反應決定和放大作用的細胞增殖，從而發揮免疫調節的作用。[21]

- 巰嘌呤 (簡稱6-MP) 會與嘌呤衍生物次黃嘌呤和鳥嘌呤競爭酵素次黃嘌呤-鳥嘌呤磷酸核苷轉移酶（HGPRT），並自身轉化為硫代肌苷單磷酸 (thioinosine monophosphate，TIMP)。
  - TIMP會抑制涉及肌苷酸 (IMP) 的多項化學反應，包括將IMP轉化為黃嘌呤酸 (XMP)，以及透過腺苷琥珀酸 (SAMP) 將IMP轉化為腺苷酸 (AMP)。
  - 此外，6-甲基硫代肌苷酸 (MTIMP) 則是由TIMP經過甲基化作用形成。
    - TIMP和6-MTIMP兩者都被報導可抑制醯胺基磷酸核醣苷基轉移酶 (glutamine-5-phosphoribosylpyrophosphate amidotransferase)。這種酵素是從頭合成嘌呤核糖核苷酸路徑中，第一個獨特的酵素。實驗顯示，放射性標記的巰嘌呤可從DNA中以去氧硫鳥苷 (deoxythioguanosine) 的形式被回收。
- 部分巰嘌呤會透過肌苷酸 (IMP) 脫氫酶和黃嘌呤酸 (XMP) 胺化酶的順序作用，轉化為6-硫鳥嘌呤 (6-TG) 的核苷酸衍生物，將TIMP轉化為硫鳥苷酸 (thioguanylic acid，TGMP)。
- 對巰嘌呤產生耐藥性的動物腫瘤通常失去將巰嘌呤轉化為TIMP的能力。然而很明顯的，巰嘌呤的耐藥性也可能透過其他方式獲得，尤其是在人類白血病中。
- 目前尚不清楚巰嘌呤及其代謝物中，哪一個或哪幾個生化作用直接或主要導致細胞死亡。

6-MP核糖核苷酸透過抑制一種名為醯胺基磷酸核醣苷基轉移酶的酵素，來抑制嘌呤核苷酸的合成與代謝。由於這種酵素是嘌呤合成的速率限制因子，因此會改變RNA和DNA的合成與功能。此外，巰嘌呤也會干擾核苷酸的相互轉化和醣蛋白的合成。

### 藥物基因學
TPMT是一種酵素，它部分負責6-巰嘌呤的失活作用。TPMT催化6-巰嘌呤甲基化，使其轉變為非活性代謝物6-甲基巰嘌呤。這種甲基化作用會阻止巰嘌呤進一步轉化為具有細胞毒性的活性硫鳥嘌呤核苷酸 (TGN) 代謝物。TPMT基因中的某些基因變異會導致TPMT酵素活性降低或缺失。對於這些基因變異呈現同型合子或異型合子的個體，在接受巰嘌呤治療時，可能會導致TGN代謝物水平升高，並增加發生嚴重骨髓抑制的風險。在許多族裔中，導致TPMT活性降低或缺失的TPMT基因多態性，其發生頻率約為5%。表示大約0.25%的人是這些變異的同型合子。然而，透過紅血球中的TPMT活性檢測或TPMT基因檢測，可識別出TPMT活性降低的個體，而調整巰嘌呤的劑量，或是完全避免使用該藥物。FDA批准的巰嘌呤藥物標籤中建議進行TPMT活性檢測，來挑出有骨髓毒性風險的人群。TPMT活性檢測是藥物基因組學轉化為常規臨床護理的一個範例。

## 歷史
6-MP是由諾貝爾獎得主格特魯德·B·埃利恩和喬治·H·希欽斯在今日已合併成葛蘭素史克的前藥廠工作時所發現，並與今日稱為紀念斯隆-凱特琳癌症中心的研究人員合作，進行臨床開發。這項合作計畫是由病理學家及腫瘤學家Cornelius P. Rhoads所發起。Rhoads曾負責美國陸軍的化學武器計畫，並參與發現氮芥類可能用作抗癌藥物的工作，他於1948年成為紀念斯隆-凱特琳癌症中心前身醫院的院長。

## 延伸閱讀
- Dean L. . Pratt VM, McLeod HL, Rubinstein WS,  et al  (编). . National Center for Biotechnology Information (NCBI). 2012. PMID 28520348. Bookshelf ID: NBK100660.